# Линд, Аливия Элин
Аливия Элин Линд (англ. Alyvia Alyn Lind; род. 27 июля 2007, Иллинойс) — американская актриса, наиболее известная своей ролью Фэйт Ньюман в телесериале CBS «Молодые и дерзкие», в котором снималась с 2011 по 2021 годы, 9-летней Долли Партон в фильмах «Разноцветный плащ Долли Партон» и «Множество рождественских цветов Долли Партон» и Анжелики Грин в сериале Netflix 2019 года «Рассвет апокалипсиса».

## Биография
Аливия Элин Линд родилась 27 июля 2007 в Северной Каролине.
Дебютировала в кино в 2013 году, снявшись в фильме «Мрачные небеса». С 2011 года исполняет роль Фэйт Ньюман в телесериале «Молодые и дерзкие» и снялась в более 70 его эпизодах. Также она снялась в таких телесериалах как, «Месть» (в роли молодой Аманды) и «Очевидное» (в роли Грэйс). Появилась в сериалах «Морская полиция: Спецотдел» и «Мастера секса». В 2014 году вместе с Адамом Сэндлером и Дрю Берримор снялась в фильме «Смешанные».
В 2016 году Линд вместе с Мэри Маккормак и Мэдисон Лоуор снялась в фильме производства Amazon Studios An American Girl Story – Maryellen 1955: Extraordinary Christmas, исполнив роль американской девочки Мэриллен Ларкин.
В 2018 году стало известно, что Линд сыграла главную роль Анжелики Грин драмеди-сериале Netflix «Рассвет апокалипсиса».
Начиная с 2021 года Линд появилась в сериале «Чаки» в роли Лекси Кросс.

## Личная жизнь
Линд — младшая дочь актрисы Барбары Элин Вудс и продюсера Джона Линда. У нее есть две старшие сестры, Натали Элин Линд и Эмили Элин Линд, которые также являются актрисами.

## Фильмография
| Год       |     | Русское название                                                        | Оригинальное название                                            | Роль                     |
| --------- | --- | ----------------------------------------------------------------------- | ---------------------------------------------------------------- | ------------------------ |
| 2011—2021 | с   | Молодые и дерзкие                                                       | The Young and the Restless                                       | Фэйт Ньюман              |
| 2012—2014 | с   | Ох, уж этот папа                                                        | See Dad Run                                                      | Шарлотта                 |
| 2012—2015 | с   | Месть                                                                   | Revenge                                                          | Аманда Кларк в детстве   |
| 2013      | с   | Морская полиция: Спецотдел                                              | NCIS                                                             | Эмма Дейли               |
| 2013      | ф   | Мрачные небеса                                                          | Dark Skies                                                       | младшая дочь             |
| 2014      | ф   | Смешанные                                                               | Blended                                                          | Луиз «Лу» Фридман        |
| 2014      | с   | Очевидное                                                               | Transparent                                                      | Грейс                    |
| 2014      | ф   | Пересмешник                                                             | Mockingbird                                                      | Меган                    |
| 2015      | тф  | Роковое усыновление                                                     | A Deadly Adoption                                                | Салли Бенсон             |
| 2015      | тф  | Адский смерч                                                            | Fire Twister                                                     | Эмбер                    |
| 2015      | с   | Дневник геймера                                                         | Gamer's Guide to Pretty Much Everything                          | Тина                     |
| 2015      | ф   | Дата смерти                                                             | A Date to Die For                                                | Кали Армстронг           |
| 2015      | тф  | Жизнь во всех красках                                                   | Dolly Parton's Coat of Many Colors                               | Долли Партон             |
| 2015      | кор | Ты не видел Чарли?                                                      | Have You Seen Charlie?                                           | Скарлетт                 |
| 2015—2016 | с   | Мастера секса                                                           | Masters of Sex                                                   | Дженни Мастерс           |
| 2016      | с   | Училки                                                                  | Teachers                                                         | Анника                   |
| 2016      | тф  | Многоцветное Рождество Долли Партон: Круг любви                         | Dolly Parton's Christmas of Many Colors: Circle of Love          | Долли Партон             |
| 2016      | ф   | Шангри-Ла Сьют                                                          | Shangri-La Suite                                                 | Лиза Мари Пресли         |
| 2016      | тф  | История американской девочки: Мэриэллен 1955 – необыкновенное Рождество | An American Girl Story – Maryellen 1955: Extraordinary Christmas | Мэриллен Ларкин          |
| 2017      | кор | Помни меня                                                              | Remember Me                                                      | маленькая Мэдди          |
| 2018      | с   | 9-1-1                                                                   | 9-1-1                                                            | Лили                     |
| 2018      | ф   | За бортом                                                               | Overboard                                                        | Оливия                   |
| 2018      | с   | Алекса и Кэти                                                           | Alexa & Katie                                                    | Саша                     |
| 2019      | с   | Человек будущего                                                        | Future Man                                                       | Люгнат                   |
| 2019      | с   | Рассвет апокалипсиса                                                    | Daybreak                                                         | Анжелика Грин            |
| 2019      | ф   | Прогулка. Наездница. Родео.                                             | Walk. Ride. Rodeo.                                               | Аутумн Снайдер           |
| 2021      | ф   | Маскарад                                                                | Masquerade                                                       | Кейси                    |
| 2021—2024 | с   | Чаки                                                                    | Chucky                                                           | Александра «Лекси» Кросс |
| 2024      | с   | Хроники Спайдервика                                                     | The Spiderwick Chronicles                                        | Каллиопа                 |
|           | с   | Уэйуорд                                                                 | Wayward                                                          |                          |

## Награды и номинации
| Год  | Награда                               | Категория                                                                         | Номинация за                                    | Результат | Примечания |
| ---- | ------------------------------------- | --------------------------------------------------------------------------------- | ----------------------------------------------- | --------- | ---------- |
| 2015 | Премия «Молодой актёр»                | Лучшая работа в художественном фильме - молодой актерский ансамбль                | Смешанные                                       | Победа    | [ 10 ]     |
| 2015 | Премия «Молодой артист»               | Лучший молодой актерский ансамбль - телефильм, мини-сериал или специальный выпуск | Жизнь во всех красках                           | Победа    | [ 11 ]     |
| 2015 | Премия «Молодой артист»               | Лучшая молодая актриса - Дневной сериал                                           | Молодые и дерзкие                               | Номинация | [ 11 ]     |
| 2016 | Премия «Выбор телевизионных критиков» | Лучшая актриса в телевизионном фильме или мини-сериале                            | Жизнь во всех красках                           | Номинация | [ 12 ]     |
| 2016 | Премия «Грейс»                        | Самое вдохновляющее выступление на телевидении                                    | Жизнь во всех красках                           | Победа    | [ 13 ]     |
| 2016 | Премия «Грейс»                        | Лучшая женская роль на телевидении                                                | Жизнь во всех красках                           | Победа    | [ 14 ]     |
| 2017 | Премия «Грейс»                        | Самое вдохновляющее выступление на телевидении                                    | Многоцветное Рождество Долли Партон: Круг любви | Номинация | [ 15 ]     |
| 2017 | 168 Film Festival                     | Лучшая актриса второго плана                                                      | Помни меня                                      | Победа    | [ 16 ]     |
| 2017 | Дневная премия «Эмми»                 | Выдающаяся молодая актриса в драматическом сериале                                | Молодые и дерзкие                               | Номинация | [ 17 ]     |
| 2020 | Soap Hub Award                        | Лучшая молодая актриса                                                            | Молодые и дерзкие                               | Номинация | [ 18 ]     |
| 2021 | Soap Hub Award                        | Лучшая молодая актриса                                                            | Молодые и дерзкие                               | Номинация | [ 19 ]     |
| 2021 | Дневная премия «Эмми»                 | Выдающийся молодой исполнитель в драматическом сериале                            | Молодые и дерзкие                               | Номинация | [ 20 ]     |
| 2022 | Дневная премия «Эмми»                 | Выдающийся молодой исполнитель в драматическом сериале                            | Молодые и дерзкие                               | Номинация | [ 21 ]     |